# Донецьке (Росія)
Доне́цьке (рос. Донецкое) — село у складі Переволоцького району Оренбурзької області, Росія.

## Населення
Населення — 984 особи (2010; 949 у 2002).
Національний склад (станом на 2002 рік):
- росіяни — 76 %